# Robert Thalin

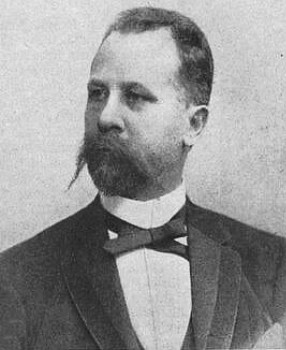
Gustaf Robert Thalin.

Gustaf Robert Thalin, född 7 juni 1845, i Gävle, död 2 maj 1908 i Stockholm, var en svensk grosshandlare, redare och filantrop. Han instiftade genom testamente Robert Thalins stipendiestiftelse som sedan 1912 utdelas årligen av Uppsala Universitet.

## Biografi
Thalin etablerade 1869 en verksamhet inom specerivaruhandeln i Gävle. Därefter startade han en rederirörelse som han överflyttade i mitten av 1890-talet till Stockholm. Hans rederi ägde flera fartyget bland dem S/S Robert som inköptes i mars 1905. Hon sjönk utanför ön Ven efter en kollision med ångaren S/S Njord den 30 september 1905. Händelsen uppmärksammades i pressen eftersom bara en ur S/S Roberts 22 man starka besättning räddades.
I Stockholm ägde Thalin flera fastigheter, bland annat några obebyggda tomter i hörnet Blekingegatan / Östgötagatan och Upplandsgatan 10 samt Rännilen 8 vid Birger Jarlsgatan 11 där han även var bosatt.
Thalin efterlämnade en stor förmögenhet av vilken han testamenterade sammanlagd mellan 500 000 och 600 000 kronor till en lång rad olika institutioner. Så erhöll Uppsala universitet  100 000 kronor där den årliga räntan skulle utdelas av Robert Thalins stipendiestiftelse. Stiftelsen stipendium skulle gå till begåvade, behövande studerande inom teologi, juridik, medicin, humanistisk, samhällsvetenskap och matematisk–naturvetenskapliga fakulteterna.
Vidare utdelades 50 000 kronor till Frimurareorden där den årliga ränteavkastningen skulle gå till behövande änkor och oförsörjda döttrar efter frimurare. Flera välgörenhetsinrättningar och sjukhus fick belopp mellan 1 000 och 20 000 kronor. Thalin begravdes på Norra begravningsplatsen.